# Curtitoma violacea
Curtitoma violacea är en snäckart som först beskrevs av Jesse Wedgwood Mighels och C. B. Adams 1842.  Curtitoma violacea ingår i släktet Curtitoma och familjen kägelsnäckor. Inga underarter finns listade i Catalogue of Life.